# Hyacinthella micrantha
Hyacinthella micrantha är en sparrisväxtart som först beskrevs av Pierre Edmond Boissier, och fick sitt nu gällande namn av Chouard. Hyacinthella micrantha ingår i släktet Hyacinthella och familjen sparrisväxter. Inga underarter finns listade i Catalogue of Life.